# Pray for Metal
Pray For Metal är den första EPn som gavs ut på ett skivbolag av hårdrocksbandet Axewitch. Den gavs ut 1982.

## Låtlista
1. Born In A Hell
2. Heavy Revolution
3. In The End Of The World
4. Death Angel